# Абдуллах ибн Абд аль-Вахид
Абу Мухаммад Абдалла ибн Абд аль-Вахид, или Абдалла (араб. أبو عبدالله ابن أبي محمد ابن أبي حفص‎, ум. 1229) — второй правитель (вади) Хафсидов в Ифрикии в 1224—1229 годах.

## Биография
Абдалла был сыном основателя династии Хафсидов Абд аль-Вахида ибн Абу Хафса, которого Альмохады сделали правителем Ифрикии, чтобы лучше контролировать кочевников племени Бану Хиляль.
После смерти отца Абдалла преуспел в укреплении своей власти и провозгласил независимость от халифа Альмохадов. Однако уже в 1228 году его брат Абу Закария Яхья I сверг его, вынудил довольствоваться титулом шейха и заставил посвятить себя религии.